# De Vooruitgang (Oeffelt)
De Vooruitgang is een ronde stenen molen die zich bevindt aan de Molenstraat te Oeffelt, in de Noord-Brabantse gemeente Land van Cuijk. Het is een beltmolen die in 1913 in opdracht van J. Manders uit Cuijk is gebouwd. Tot in de Tweede Wereldoorlog stond op korte afstand van De Vooruitgang een tweede molen. Beide molens werden echter zwaar beschadigd, en alleen De Vooruitgang werd hersteld.
Na de Tweede Wereldoorlog kreeg De Vooruitgang als eerste molen in Nederland fokwieken volgens het systeem Fauël. In 1953 werd hij echter onttakeld en werd de molen als meelfabriek ingericht. Al na een jaar brandde de molen uit. Pas eind zeventiger jaren kwam er zicht op herstel: de gemeente kocht de romp en in 1986/7 werd De Vooruitgang draaivaardig gemaakt. In 1993 volgde maalvaardig herstel.
De Vooruitgang is uitgerust met 1 koppel 16der kunststenen, waarmee door vrijwillige molenaars graan wordt gemalen. De molen is op zaterdagen van 9:00 - 12:00 uur te bezoeken.